# Allemagne aux Jeux olympiques d'hiver de 1928
Cet article contient des informations sur la participation et les résultats de l'Allemagne aux Jeux olympiques d'hiver de 1928 à Saint-Moritz en Suisse. C'était la première participation de l'Allemagne aux Jeux olympiques d'hiver. L'Allemagne était représentée par 44 athlètes. 
La délégation allemande a récolté une médaille de bronze. Elle a terminé au 8e rang du classement des médailles.

## Médaille
| Médaille                            | Nom                                                                | Sport     | Compétition |
| ----------------------------------- | ------------------------------------------------------------------ | --------- | ----------- |
| Médaille de bronze, Jeux olympiques | Hanns Kilian Valentin Krempl Hans Hess Sebastian Huber Hanns Nägle | Bobsleigh | Bob à cinq  |

## Participants
- Ludwig Böck (ski de fond et combiné nordique)